# Cloudflare
Cloudflare je americká technologická společnost, kterou v roce 2009 založili Matthew Prince, Lee Holloway a Michelle Zatlyn. Společnost se zaměřuje na poskytování cloudových služeb, které zajišťují bezpečnost, výkon a spolehlivost internetových aplikací.
Od svého vzniku se Cloudflare rozrostla a nyní provozuje jednu z největších globálních sítí, která poskytuje služby milionům zákazníků po celém světě. V roce 2019 společnost vstoupila na burzu New York Stock Exchange pod symbolem NET.
Cloudflare si klade za cíl "pomáhat budovat lepší internet" tím, že nabízí řešení pro zrychlení a zabezpečení webových aplikací bez nutnosti instalace hardwaru nebo změny kódu.

## Bezpečnostní služby

### Ochrana proti DDoS útokům
Jedním z hlavních zaměření Cloudflare je ochrana proti DDoS útokům. Společnost implementovala pokročilé metody pro detekci a zmírňování útoků, přičemž využívá strojové učení k analýze vzorců provozu a automatickému přizpůsobení obranných strategií, čímž zvyšuje stabilitu a bezpečnost své sítě.
V roce 2014 čelil Cloudflare masivnímu DDoS útoku, který dosáhl 400 gigabitů za sekundu, což ukazuje na jeho schopnost odolávat i těm největším hrozbám.

### Firewall webových aplikací (WAF)
Cloudflare Web Application Firewall (WAF) je cloudová služba navržená k ochraně webových aplikací a API před různými kybernetickými útoky, jako jsou SQL injection, cross-site scripting (XSS) a další zranitelnosti. Funguje jako filtr mezi internetem a webovou aplikací, který analyzuje příchozí HTTP/HTTPS provoz a blokuje nebezpečné požadavky ještě předtím, než se dostanou přímo k serveru.
WAF využívá předem definované sady pravidel (managed rulesets), které poskytují okamžitou ochranu proti známým zranitelnostem, a zároveň umožňuje tvorbu vlastních pravidel přizpůsobených specifickým potřebám koncových užitelů.

### Správa botů
Cloudflare nabízí službu správy botů (Bot management), která je navržena tak, aby chránila webové aplikace před nežádoucími automatizovanými aktivitami, které mohou narušit jejich výkon a bezpečnost. Tato služba využívá pokročilé algoritmy a strojové učení k identifikaci a blokování škodlivých botů, zatímco legitimní uživatelé mohou bez problémů přistupovat k obsahu.

### Zero Trust Security
Zero Trust Security je moderní přístup k zabezpečení IT infrastruktury, který vyžaduje důsledné ověřování identity každého uživatele a zařízení při přístupu k prostředkům v privátní síti, bez ohledu na to, zda se nacházejí uvnitř nebo vně síťového perimetru. Tento model předpokládá, že žádný uživatel ani zařízení nejsou na první pohled důvěryhodní, a proto je nezbytné ověřovat a autorizovat každý přístup.

## Optimalizace

### Cloudflare Content Delivery Network (CDN)
Cloudflare CDN distribuuje obsah do více než 330 datových center po celém světě. Tato infrastruktura umožňuje doručování statického i dynamického obsahu z geograficky nejbližšího serveru, což snižuje odezvu a zvyšuje výkon webu.

### Cloudflare Cache
Cloudflare Cache je součástí Cloudflare CDN, která ukládá kopie často zobrazovaného obsahu, jako jsou obrázky, videa nebo samotné webové stránky. Tímto způsobem se obsah může přiblížit koncovým uživatelům, což snižuje zatížení původního serveru a v konečném důsledku zvyšuje výkon webových stránek.
Pro pokročilé nastavení chování mezipaměti nabízí Cloudflare funkci Cache Rules (pravidla), která umožňuje definovat, jaké zdroje by měly být ukládány do mezipaměti a na jak dlouho.

## Vývojářské nástroje

### Cloudflare Workers
Cloudflare Workers je serverless (bez nutnosti serveru) platforma, která umožňuje vývojářům spouštět kód přímo na globální síti Cloudflare. Tato platforma eliminuje potřebu správy tradiční infrastruktury, což umožňuje rychlé nasazení a škálování aplikací s vysokým výkonem a spolehlivostí.

### Cloudflare Pages
Cloudflare Pages je platforma pro vývojáře zaměřená na vytváření a nasazování webových aplikací. Umožňuje snadnou integraci s populárními webovými frameworky a poskytuje nástroje pro spolupráci v týmu.